# Beltiug, Satu Mare
Beltiug (maghiară Krasznabéltek, germană Bildegg) este satul de reședință al comunei cu același nume din județul Satu Mare, Transilvania, România.

## Asezarea
Localitatea este situată în sudul județului Satu Mare, nu departe de Râul Crasna.

## Istoric
Registrul din Oradea îl amintește în 1216 pe Paul din Beltiug, care i-a acuzat pe toți locuitorii flămânzi din localitatea Batar în comitatul Ugocea că l-au ucis pe fratele său Bendict.
În 1301 Dominicus de Bölcs primește domeniul Beltiugului ca donație regală.
În 1342 fii lui Dominicus de Bölcs primesc și pătrimea care le revenea fiicelor nobile, de la familia Kállay de Nagykáló.
Sandrin și Georghe, fiii lui Drag de Beltiug, care se numesc Dragffy de Beltiug, primesc în 1412 ca donație regală, domeniile luate de la fii lui Dominicus de Bölcs alias Czudar.
Familiile Kállay de Nagykálló și Czudar de Olnód, (Olnódi Czudar) se judecă cu familia Dragffy de Beltiug, (Bélteki Drágffy), dar în 1444 domeniul Beltiug se află în posesia familiei Dragffy de Beltiug.
În 1470 localitatea se numește Poss. Belthek
În același an Michael Balkffy de Beltiug, infidel regelui Matthias Corvinus, își pierde domeniile care vor fi donate familiei Dragffy de Beltiug.
În anul 1475 localitatea apare ca oppidum Erdeuallya Belthek.
Tradiția locală păstrează o legendă legată de numele localității. Trecând pe aici, regelui maghiar Ladislau i-ar fi fost sete astfel că, unul dintre soldați i-a oferit vin într-un dovleac tăiat în două, denumirea în limba maghiară păstrând forma alterată ''tök'', Béltek. Regelui i-a plăcut vinul și drept mulțumire i-ar fi dăruit localitatea soldatului.

Blazonul (Herb) Drag-Sas

## Izvoare
Registrul de Oradea
Borovszky Samu: - Szatmár vármegye.
Berei József: - Szatmár vármegye várai
Dr. Vonház István - A Szatmár megyei német telepités, Pécs 1930
Flesch Ferdinand - 50 Rundbriefe, Ravensburg
- Drágfi de Béltek family
- Joódy Pál - Cercetarea calității de nobil în comitatul Maramureș. Anii 1749-1769, Editura societății culturale Pro Maramureș "Dragoș Vodă", Cluj-Napoca, 2003
- Joan cavaler de Pușcariu - Date istorice privitoare la familiile nobile române.Editura societății culturale Pro Maramureș "Dragoș Vodắ", Cluj-Napoca, 2003
- Prof. Alexandru Filipașcu de Dolha și Petrova - Istoria Maramureșului, Editura "Gutinul" Baia Mare, 1997.
- Ludwik Wyrostek - Rod Dragow-Sasow na Wegrzech i Rusi Halickiej. RTH t. XI/1931-1932

## Biserica romano-catolică Sf. Ladislau
Dintr-un document din 1424 reiese că hramul bisericii a fost închinat Sfintei Fecioare Maria. Din a doua jumătate a secolului XVI, biserica a devenit protestantă, odată cu toate bisericile aflate pe domeniul Drăgoșeștilor. În anul 1957 edificiul a fost resfințit ca biserică catolică cu hramul ''Sf. Ladislau''. Pe parcursul secolului al XVII-lea biserica a redevenit calvină însă, după ce localitatea a fost colonizată cu șvabi biserica a trecut cultului romano-catolic.
Poarta principală este realizată în stil gotic având în partea superioară o friză arcuită. La începutul secolului XX edificiul a cunoscut noi transformări prin construirea unei noi nave în partea de nord iar spre sud un alt sanctuar. Altarul este realizat în stil neogotic având în centru imaginea Sf. Ladislau, alături de patru statuete reprezentându-i pe Sf. Ștefan, Sf. Emeric, Sf. Adalbert și Sf. Gerard.

## Cramele de vin de la Beltiug
Zona din jurul localitatății Beltiug este renumită în nord-vestul României prin tradiția cultivării viței de vie. În Beltiug se găsesc aproximativ 600 de crame care datează de la începutul secolului al XVII-lea, cele mai cunoscute fiind cramele Nachbil, Domeniul Ilieș, de o extindere considerabilă Casa Hetei, Leiher, Pekh,  totodată putând fi degustate specialități locale și vinuri din soiuri tradiționale de viță de vie cum ar fi Riesling, Traminer, Chardonnay, Sauvignon, Pinot Gris și Cabernet Sauvignon, Merlot ori Pinot Noir.

## Date statistice
- http://nepszamlalas.adatbank.transindex.ro/?pg=3&id=2138 Arhivat în 8 martie 2016, la Wayback Machine.